# Idku
Idku  (arabe: إدكو) est une ville égyptienne située dans le gouvernorat de Gouvernorat de Beheira sur la côte méditerranéenne du Delta du Nil à environ 30 kilomètres à l'Est d'Alexandrie. En 2023, sa population était estimée à 183 479 habitants.
La ville est située dans la Baie d'Aboukir et elle est longée par plusieurs canaux qui connectent la Mer Méditerranée et le Delta du Nil. Elle est aussi située à proximité du lac du même nom : le Lac Idku (en).
La ville est située dans le Markaz de Idku (ar) (division administrative en dessous du Gouvernorat) dont la population en 2017 était de 214 859 habitants.

## Économie

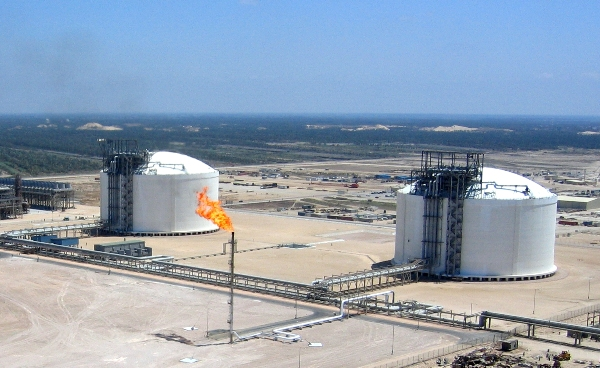
Le terminal de GNL de Idku

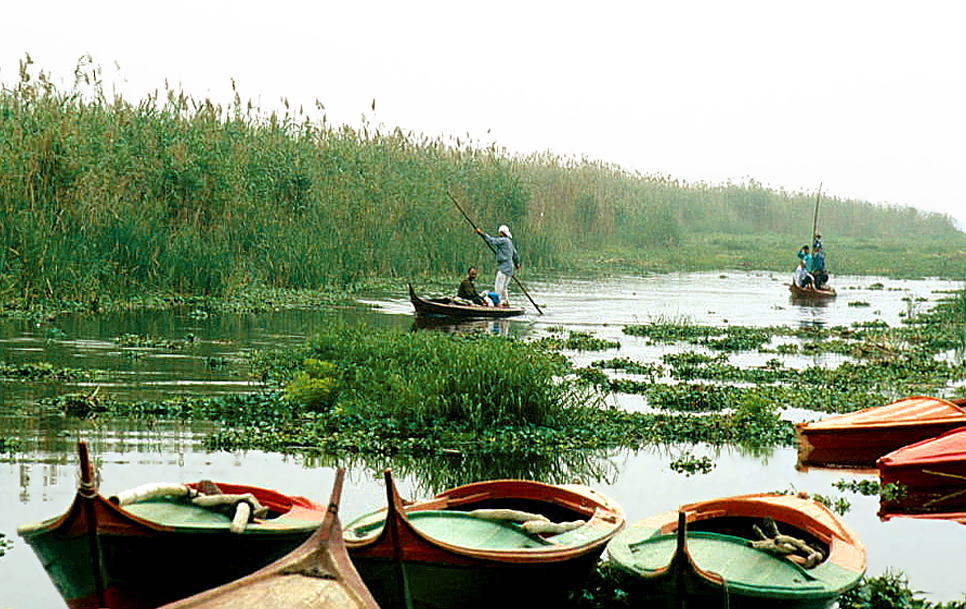
Barques sur le Lac Idku

La ville abrite un terminal de Gaz naturel liquéfié établi en 2001 et qui particulièrement actif depuis 2021. Le site dispose d'une capacité de 7,2 millions de tonnes par an pour exporter du GNL vers l'Europe, les États-Unis ou le reste du monde.

## Démographie
| Année du cens     | Population |
| ----------------- | ---------- |
| 2023 (estimation) | 183 479    |
| 2017              | 144 310    |
| 2006              | 97 168     |
| 1996              | 87 848     |
| 1986              | 70 724     |
| 1976              | 56 559     |
| 1966              | 42 239     |
| 1960              | 37 777     |
| 1947              | 27 231     |
| 1937              | 21 746     |
| 1927              | 16 837     |
| 1917              | 12 358     |